# Leopold Engel
Leopold Engel (San Pietroburgo, 19 aprile 1858 – Berlino, 8 novembre 1931) è stato uno scrittore e occultista e spiritualista russo.

## Biografia
Engel nacque a San Pietroburgo in Russia.  Suo padre, Karl Dietrich Engel (1824–1913), fu un famoso violinista che nel 1846 era divenuto direttore dell'orchestra del teatro imperiale a Pietroburgo.
Già molto presto, da ragazzo undicenne, Leopold fu portato a conoscenza dell’attività spirituale del mistico  Jakob Lorber tramite suo padre Karl che aveva cominciato a leggere le sue opere. Trasferitosi a Dresda conobbe di sfuggita anche il primo editore degli scritti di Lorber, Johannes Busch, ma non gli venne mai il pensiero che un giorno anche lui sarebbe stato chiamato come scrivano. Di certo, Leopold aveva delle predisposizioni religiose, ma da giovinetto nulla lo distingueva dagli altri ragazzi. A Dresda ricevette una buona preparazione scolastica e dimostrò un particolare interesse per le scienze naturali.
Suo padre, da eccellente violinista durante il governo dell’imperatore Nicola, maturò il suo diritto alla pensione, e non esercitò alcuna costrizione o forte influenza sulle convinzioni religiose di suo figlio, di conseguenza la vita interiore del giovane si sviluppò da se stessa nella crescita, a volte assai vacillante e anche mondana, come per molti ragazzi di quel tempo. Tuttavia, nell'intimo del cuore egli possedeva un Santuario che egli nascose e non si lasciò sfiorare dai rinnegatori e dagli schernitori di Dio, avendo una fede incondizionata nell’esistenza della Divinità in Cristo! Inizialmente Leopold scrisse molto sull’ordine degli illuminati, ma presto divenne un seguace degli scritti di Lorber. Nel 1891, all’età di 33 anni, una "voce interiore" gli ordinò di scrivere delle pagine che poi si rivelarono il proseguimento dell´opera “Il grande vangelo di Giovanni” che era rimasta incompiuta da 27 anni dopo la morte di Lorber.
A ventidue anni Engel intraprese la via del palcoscenico e come attore teatrale raggiunse non pochi riconoscimenti. Tuttavia, a lungo andare la carriera di attore non gli era appagante. Cercò un’altra attività che non comportasse quei continui cambiamenti di luogo, ma in questo non ebbe fortuna, e dopo vari e inutili tentativi ritornò nuovamente al teatro! Solo nel 1898 all’età di 40 anni prese la decisione di chiudere definitivamente con il teatro e fino al 1900 continuò a svolgere attività privata di terapeuta ipnotista, anni in cui ebbe l’occasione di conoscere in teatro Theodor Reuss. Fu per tale motivo che gli amici lo accusarono di tendere ad attività massoniche di cui l’esoterista Reuss, ex cantante, ne aveva fatto parte dal 1877 al 1881, che però Leopold non seguì mai, essendo intenzionato a riportare in vita gli Illuminati. Nel 1903 le strade di Reuss ed Engel si divisero e questi istituì a Dresda una "Federazione mondiale degli Illuminati", rimasta sulla carta e chiusa nel 1924 per mancanza di adesioni.
Quando ritornava in Russia a San Pietroburgo alla casa paterna, Engel faceva lo scrittore, attività questa derivata da alcune relazioni che gli permisero un discreto sostentamento. Oltre al volume finale del Grande Vangelo di Giovanni, egli scrisse da autodidatta altre opere minori:
-	Mallona: il pianeta del nostro sistema solare distrutto, orbitante tra Marte e Giove, di cui oggi resta la fascia degli asteroidi, e le cui vicissitudini fino alla sua esplosione furono conosciute perché rivissute attraverso lo studio e la capacità medianica della psicometria.
-	Nell’aldilà: come si vive realmente nell’altro mondo. Una comunicazione dall’aldilà da Karl, il padre defunto di Leopold.
-	La valle dei felici: un’avventura fantastica vissuta nel cuore dell’Africa ai primi del ‘900 da un amico di Engel.
-	Le confessioni di Lucifero: Lucifero racconta la sua caduta dal suo punto di vista, riconoscendo l’errore, ed esortando l’umanità a non perseverare nella caduta.
-	Storia dell’Ordine degli illuminati: un testo approfondito di oltre 400 pagine per indirizzare gli uomini alla vera illuminazione spirituale, per un nuovo modo di vivere nella verità.
Per capire le sue aspirazioni medianiche-spirituali, è da citare uno scritto che egli stesso scrisse un giorno ad un suo intimo amico:
«Con un conoscente con cui ero in sintonia spirituale, giunsi ad un accordo per essergli d’aiuto nelle sue iniziative commerciali e consolidare e migliorare, se possibile, un’invenzione che lui aveva fatto, per cui mi recai a Lipsia ed andai ad abitare presso questo mio amico. Dopo qualche tempo mi accompagnò costantemente il pensiero sempre più forte che sarei stato in grado di scrivere la conclusione del Grande Vangelo di Giovanni ricevuto da Lorber.
Respinsi questo pensiero! Esso mi appariva irreale e falso! Come avrei potuto, proprio io, pervenire a questa Grazia? Non mi sentivo affatto degno! Tuttavia la pressione interiore aumentava ogni giorno, così da diventare insopportabile, e allora comunicai al mio amico l’esperienza, come pure l’opinione del mio intelletto, secondo cui ne sarebbe uscito solo qualcosa di falso.
Il mio amico scosse il capo e disse senza esitare: “Al vostro posto io mi siederei tranquillo e procederei deciso con lo scrivere! Se quello che appare è insensato, noi di certo lo scopriremo e getteremo nel cestino quanto è stato scritto!”. Egli dunque mi incoraggiò ed io seguii il suo consiglio. Il risultato può leggerlo chiunque nel volume finale.
Ogni giorno venivo chiamato a portare a termine un compito preciso e breve, che mi affluiva in modo chiaro e distinto, e al quale non ero in grado di aggiungervi una sola parola non appena scritta l'ultima frase. Né avevo bisogno di rileggere quanto avevo ricevuto prima. Inutile era anche qualsiasi congettura su cosa poteva seguire eventualmente poi, quando il compito era terminato. Se tentavo di farlo, ciò non corrispondeva mai con quello che veniva effettivamente scritto il giorno successivo. Tentai di resistere all'impulso di scrivere che compariva sempre alle ore 9 del mattino, ma mi era impossibile, e nonostante tutto, con grande piacere del mio amico che mi osservava, una ‘forza’ estranea mi costringeva ad andare alla scrivania e a scrivere quanto percepivo nell’interiore.
Alla domanda che spesso mi viene indirizzata su come mi si annuncia la 'Parola interiore', posso solo rispondere come segue:
“Durante la mia scrittura distinguo con precisione tre fasi. Anzitutto ciò che ha origine letteraria dal mio stesso io quale prodotto delle mie conoscenze o della mia fantasia; di questo, nel rileggerlo più tardi anche se passano degli anni, riconosco sempre ciò che è stato scritto come risultanza del mio lavoro, così che durante la lettura non mi appare come estraneo.
Il secondo modo è la semplice ispirazione, una trasmissione di pensieri percepiti da sfere lontane. Non sono parole, ma pensieri che fluiscono in me e che io stesso devo rivestire di parole. Il risultato è per metà mia proprietà, tuttavia non nella sua essenzialità, poiché senza questa trasmissione di pensieri non riuscirei a creare niente di utile. Sintonia, quiete e neutralità dell'interiore sono necessari per la riuscita. I disturbi interrompono immediatamente il lavoro, nel quale non è molto difficile che si possano insinuare anche dei pensieri propri, e questi sono addirittura in grado, in caso di vivace fantasia, di alterare del tutto l'ispirazione. In questa fase, prudenza e autocritica sono assolutamente necessarie, poiché in questo campo gli spiriti burloni disturbano volentieri con le loro stupidaggini, e l'insensatezza diventa facilmente metodo. Di ciò che è stato scritto, spesso più tardi nella rilettura il senso cambia, diventandomi estraneo, e allora mi meraviglio di aver scritto ciò, tuttavia mi ricordo sia dell'una che dell'altra cosa con più o meno chiarezza.
Il terzo e ultimo modo è spesso inesplicabile per la mia capacità di comprensione. Può sopraggiungere la già descritta costrizione, ma dopo, su preghiera rivolta verso l'Alto, può subentrare anche la distinta percezione di un oratore interiore, all'incirca nel modo in cui ci si rammenta di un dialogo avuto con un amico che si crede di sentir parlare. Ha origine così uno scambio di domande e risposte, una chiara spiegazione di cose che prima non si sapevano e che - questo è un segno caratteristico - molto facilmente scompaiono dalla memoria quando non vengono fissate con la scrittura. Quest'ultima cosa è una prova dell’autenticità, poiché di certo, ciò che si è pensato da se stessi resta conservato più o meno nella memoria”».
Engel riferiva che in quest’ultima fase e nella precedente, la mano scrivente era sostenuta spesso, come segno che una forza estranea era comunque operante. Quanto veniva scritto, svaniva rapidamente dalla memoria, così che nel caso di comunicazioni più lunghe, innanzitutto egli doveva rileggere a fondo con attenzione quello che era stato scritto, per accogliere in se stesso il contenuto. Spesse volte, dopo un certo tempo, alcune autentiche comunicazioni gli sembravano come se non fossero state scritte da lui. Quando invece questo non era il caso, allora supponeva che si trattasse almeno di un mescolamento con ciò che gli era proprio, trattandosi quindi evidentemente del secondo modo. Pertanto, solo un'acuta autocritica e la più elevata neutralità possono portare all'annunciazione dell'autentica Parola interiore».
Entrato nell'Ordine martinista, diventò Grande ispettore dell'Ordine per Berlino. Negli anni  1890 con Theodor Reuss cercò di far rinascere l'Ordine degli Illuminati in Germania, con la creazione di una loggia massonica chiamata "Ludwig", che però non ottenne mai il riconoscimento di regolarità da parte delle Grandi Logge tedesche. Il 3 luglio del 1903 fu espulso dalla Massoneria assieme al suo amico Siegmund Miller.
Engel morì a Berlino nel 1931, lasciando la moglie e cinque figli. L'enorme biblioteca di Engel venne ereditata dall'amico e discepolo Julius Meyer.